# Vlag van Boornbergum en Kortehemmen

Vlag van Boornbergum en Kortehemmen

De vlag van Boornbergum en Kortehemmen is de dorpsvlag van de Nederlandse dorpen Boornbergum en Kortehemmen, in de Friese gemeente Smallingerland. De vlag werd in 2013 geregistreerd.
Omdat beide dorpen in Doarpsbelang samenwerken, wilden ze een gemeenschappelijke vlag. Beide dorpen zijn regionale dorpen. De roodgetande boven- en onderkant van de vlag willen dat aangeven. Het geel is de zandgrond waarop beide dorpen liggen, voor Koartehimmen is de wuivende groene balk de Drait en voor Boarnburgum is het de verdwenen Boarn. De groene lelie wil het natuurgebied in het westen aangeven.

## Beschrijving
De beschrijving van de vlag is als volgt:
Vier banen van rood, geel, groen, geel en rood; de bovenste en onderste rode baan tandvormig, met vijf tanden die naar het midden van de vlag wijzen, beginnend op 1/10 van de vlaghoogte en de punten op 1/4 vlaghoogte; in het midden van de vlag een golvende groene baan van 1/5 vlaghoogte, die vanaf de broekzijde op 1/6 vlaglengte onderbroken is over een lengte van 1/3 vlaglengte; in het onderbroken deel een groene lelie.
De kleuren zijn afkomstig van het dorpswapens.

## Symboliek
- Rode getande banen: verbeelden het feit dat beide dorpen streekdorpen zijn.
- Gele baan: staat voor de zandgrond waar beide dorpen op liggen.

Golvende groene baan: syboliseert in het geval van Kortehemmen het riviertje de Drait en in het geval van Boornbergum het riviertje de Boorne.
Wapen van Kortehemmen

- Groene lelie: verbeelding van het natuurgebied ten westen van beide dorpen.